# Space Quest: The Sarien Encounter
Space Quest: The Sarien Encounter est un jeu d'aventure développé et publié par Sierra Entertainment en octobre 1986 sur PC, Macintosh, Apple II, Amiga et Atari ST. Le jeu se déroule dans un univers de science-fiction humoristique. C’est le premier titre conçu par Mark Crowe et Scott Murphy. Il est basé sur le moteur Adventure Game Interpreter qui permet au joueur de  se déplacer dans les décors du jeu à l’aide du clavier et d’interagir avec son environnement en entrant des lignes de commandes. Le jeu fut bien accueilli à sa sortie et se vend a plus de 100 000 exemplaires. À la suite de ce succès, cinq suites ont été développées par Sierra Entertainment. Le jeu a également fait l’objet d’un remake utilisant le moteur SCI et publié en 1991.

## Accueil
| Space Quest: The Sarien Encounter |      |       |
| Média                             | Nat. | Notes |
| Adventure Gamers                  | US   | 3,5/5 |
| AllGame                           | US   | 4/5   |
| CU Amiga                          | GB   | 20 %  |
| Dragon Magazine                   | US   | 5/5   |
| Tilt                              | FR   | 16/20 |